# Зиннуров, Фоат Канафиевич
Фоат Канафиевич Зиннуров (род. 10 мая 1959, дер. Ямашурма, Высокогорский район, Татарская ССР, СССР) — доктор педагогических наук, профессор. Начальник Казанского юридического института МВД России (с 2008 года). Генерал-майор полиции (2011).

## Биография
Фоат Зиннуров родился 10 мая 1959 года в деревне Ямашурма Высокогорского района Татарстана. С 1976 по 1977 год работал слесарем-инструментальщиком в производственном объединении «Вакууммаш». С 1977 по 1979 год проходил службу в пограничных войсках КГБ СССР в Карелии.
После окончания службы в 1979 году поступил в Казанский государственный университет им. В. И. Ульянова-Ленина (КГУ). В 1984 году, окончив юридический факультет университета, поступил на службу в Автозаводское РОВД города Брежнева (ныне — Набережные Челны) старшим инспектором по кадрам и профессиональной подготовке. В 1999 году назначен начальником Управления по кадровой и воспитательной работе Министерства внутренних дел Республики Татарстан. С 2004 по 2008 год Фоат Зиннуров работал заместителем министра внутренних дел — начальником управления кадров МВД.

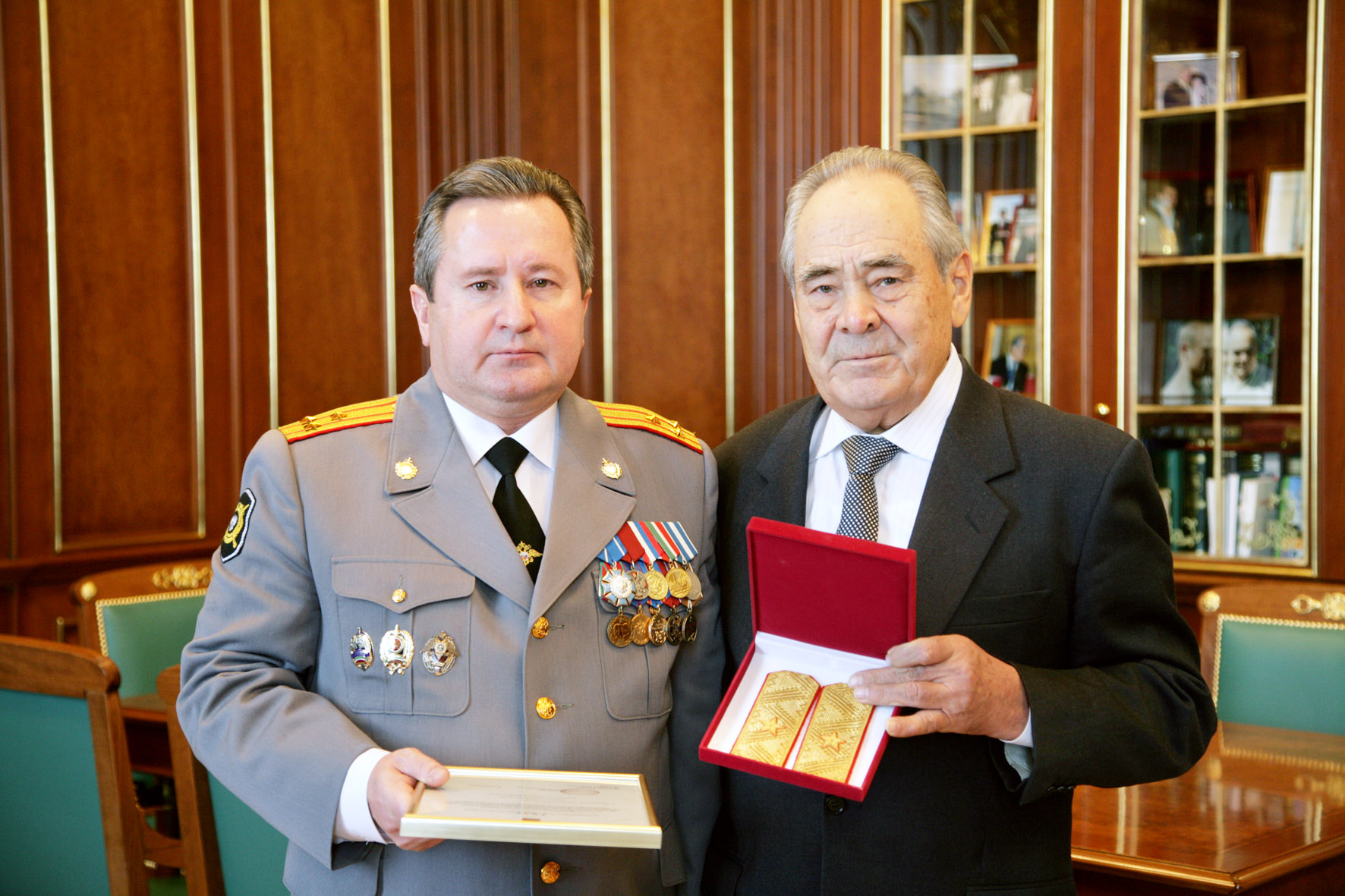
На вручении генеральских погон Фоату Зиннурову (с Минтимером Шаймиевым)

В 2005 в Казанском федеральном университете защитил диссертацию на соискание учёной степени кандидата психологических наук на тему «Специфика межличностных отношений в группе с повышенной опасностью функционирования».
7 октября 2008 года Указом Президента Российской Федерации Дмитрия Медведева назначен начальником Казанского юридического института МВД Российской Федерации. 10 ноября 2009 года присвоено звание «генерал-майор милиции», а после реформы МВД России 26 июля 2011 года присвоено звание «генерал-майор полиции».
В 2012 году в Казанском государственном университете культуры и искусств защитил диссертацию на соискание ученой степени доктора педагогических наук на тему «Педагогическая профилактика и коррекция девиантного поведения подростков в условиях социокультурной среды».
17 июня 2020 года приказом Министерства науки и высшего образования Фоату Зиннурову присвоено учёное звание «профессор».
6 марта 2022 года после вторжения России на Украину подписал письмо в поддержу действий президента Владимира Путина.

## Награды
- Орден Александра Невского (27 марта 2024 года)[8]
- Орден Почёта
- Медаль ордена «За заслуги перед Отечеством» II степени
- Орден Серебряная звезда «Общественное признание»
- Орден «Дуслык»
- Награждён именным наградным оружием — пистолетом Макарова.

## Книги и публикации
Фоат Зиннуров автор более 100 научных трудов.
- Основные направления совершенствования подготовки кадров в казанском юридическом институте МВД России в условиях реформирования органов внутренних дел / Зиннуров Ф. К. // Вестник Казанского юридического института МВД России. 2012. № 2 (8). С. 16-18.
- Профилактика и коррекция девиантного поведения детей и подростков в новых социально-культурных условиях XXI века / Зиннуров Ф. К. // монография / Ф. К. Зиннуров. Казань, 2012.
- Педагогическая коррекция начальной стадии девиантного поведения подростков / Зиннуров Ф. К., Красильников В. И., Гайфутдинова А. М. // Вестник Казанского юридического института МВД России. 2014. № 2 (16). С. 6-13.
- «Зеленая» зона: реальность или провокация (практика противодействия радикализации осужденных в местах лишения свободы в Республике Татарстан) / Усманов И. М., Зиннуров Ф. К. // Вестник Казанского юридического института МВД России. 2019. № 1 (35). С. 62-69.
- Особенности работы с электронными носителями как источниками доказательств при проведении следственных действий / Зиннуров Ф. К., Хайруллова Э. Т. // Вестник Казанского юридического института МВД России. 2018. № 2 (32). С. 274—278.